# مارثا جيبسون
مارثا جيبسون هي كاتبة سيناريو وممثلة كندية، ولدت في 14 يناير 1939 في أوتاوا في كندا.

## وصلات خارجية
- مارثا جيبسون على موقع IMDb (الإنجليزية)
- مارثا جيبسون على موقع قاعدة بيانات الفيلم (الإنجليزية)